# 해양체육단
해양체육단(海洋體育團)은 대한민국 국민과 해양경찰의 친선 도모와 국민체육진흥에 이바지하기 위하여 중부지방해양경찰청 소속기관으로 설립되었던 기관이다. 단장은 중부해경청 기획운영과장이, 부단장은 기획운영계장이 겸임했다.
의무경찰로 지원입대 가능한 자 또는 해양경찰에서 복무 중인 의무경찰 중에서 선수를 선발하여 조정·카누·요트·트라이애슬론·핀수영 5개 종목에서 35명 규모로 운영했으며 2021년 의경 제도의 폐지와 함께 해양체육단도 폐지됐다.
2018년 세계핀수영선수권대회에서 금메달을 획득하는 등 국제대회에서 금 1, 은 1, 동 1의 성과를 이뤄냈고 국내대회에서도 금 13, 은 9, 동 7의 성적을 거뒀다.

## 연혁
- 2013년 4월 5일: 해양경찰체육단 창단.[3]
- 2015년 7월 10일: 중부해양경비안전본부 소속기관으로 변경.
- 2017년: 중부지방해양경찰청 소속 해양체육단으로 개편.
- 2021년: 해양체육단 해단.[2]

## 조직
- 해양체육단장
  - 부단장
    - 조정부
    - 카누부
    - 요트부
    - 핀수영부
    - 트라이애슬론부

## 같이 보기
- 대한체육회